# Styggedalstindane
Styggedalstindane, även Store Styggedalstind, Store Styggedalstind eller Styggedalstindene, är - med en höjd på 2 387 meter - Norges fjärde högsta berg. Den östra toppen ligger 2 387 m ö.h. medan den västra är sju meter lägre. Berggrunden består av gabbro. Berget ligger i bergsområdet Hurrungane.